# Бернхард I (маркграф Бадена)
Бернхард I Баденский (нем. Bernhard I. von Baden, 1364 — 5 апреля 1431, Баден-Баден) — маркграф Бадена, правивший в период с 1372 по 1431 годы.

## Биография
Бернхард I был сыном маркграфа Рудольфа VI и его жены Матильды фон Шпонхайм. Вплоть до совершеннолетия он находился по опекой пфальцграфа Рупрехта II.
В 1380 году в Гейдельберге — видимо, вдохновлённые договором 1368 года между Рупрехтом I и Рупрехтом II о неделимости территорий Курпфальца — Бернхард и его брат Рудольф заключили соглашение о престолонаследии в Бадене, запрещавшее отчуждение территорий маркграфства и впредь ограничившее раздел правящего дома двумя линиями в мужском колене с правом наследования по старшинству. Вскоре после этого власть в Бадене была разделена между Бернхардом I и Рудольфом VII (вплоть до смерти последнего в 1391 году) таким образом, что Бернхард получал земли в районе Дурлаха и Пфорцхайма, в то время как его брату достались Эттлинген и Раштатт; Баден остался, вероятно, в совместном управлении, поскольку Бернхард обустроил свою резиденцию в замке Хоэнбаден, который в ходе его длительного правления был расширен за счёт возведения так называемого Нижнего замка.
Политика Бернхарда I была нацелена, с одной стороны, на усиление внутренней управленческой структуры и единовластия в маркграфстве, а с другой стороны, стремилась к активному расширению территориальных владений Бадена, а также к установлению долгосрочных альянсов с другими имперскими князьями. Следуя идее строго организованного государства, в его правление была создана государственная канцелярия во главе с канцлером, обладавшая значительными административными полномочиями.
В 1387 году Бернхарду и его брату удалось приобретение у истощённого многолетней борьбой с вюртембергскими графами Вольфрама Эберштайнского (нем. Wolf(ram) von Eberstein, ок. 1340 — ок. 1396) его половины графства Ной-Эберштайн с городом Гернсбах и половиной родового замка Ной-Эберштайн (нем. Schloss Eberstein).
Активная политика, однако, означала участие в многочисленных вооружённых столкновениях: так, в 1393 году разразился конфликт со Страсбургом, за чем в 1395—1396 годах последовало участие в борьбе против союза поместного дворянства (так называемый нем. Schleglerburg), боровшегося против ограничения своих прав и усиления централизованного управления. 1402—1403 годы были отмечены неудачным спором за наследство с сеньорами Шауэнбурга, в котором Бернхард I был поддержан австрийским герцогом Леопольдом, и, прежде всего, разрушительной войной с Курпфальцем и королем Рупрехтом за право рейнской таможни, переданное Бернхарду королём Вацлавом IV. В конечном счёте, территориальная политика короля Рупрехта подтолкнула Бернхарда I к участию в защитном Марбахском союзе (нем. Marbacher Bund), основанном по инициативе курмайнцского епископа Иоганна II, и членами которого были также Эберхард III Вюртембергский и 17 имперских городов в Швабии. В то же самое время маркграф Бернхард находился в конфликте с многочисленными городами в Эльзасе и в Брайсгау из-за размера таможенных пошлин.
В 1410 году Бернхард I получил в залоговое управление владение Хоэнберг. Более значительным было, впрочем, возвращение Хахберга к основной линии Баденского дома: последний баден-хахбергский маркграф Отто II продал в 1415 году обременённое долгами владение за 80 000 гульденов своему дальнему родственнику Бернхарду I. В том же 1415 году король Сигизмунд передал Бернхарду ландфогтство Брайсгау, что вновь породило жёсткое вооружённое противостояние (в 1424 и 1428 годах) с имперскими городами и мелким дворянством, опасавшимися потери своих прав и привилегий.
Скончавшийся в 1431 году, Бернхард I был похоронен в коллегиальной церкви Баден-Бадена.

## Семья
С 1384 года Бернхард I был женат на Маргарете фон Хоэнберг (нем. Margarete von Hohenberg, ум. 1419). Поскольку брак был бездетным, он был расторгнут в 1393 году.
15 сентября 1397 года маркграф Бернхард женился повторно на Анне фон Эттинген (нем. Anna von Oettingen, ок. 1380—1436). Их детьми были:
- Анна (1399—1421), жена Людвига IV фон Лихтенберга
- Беатрикс (1400—1452), жена Эмиха VII фон Лейнинген-Харденбурга
- Матильда (1401—1402)
- Маргарете (1404—1442), жена Адольфа II фон Нассау-Висбаден-Идштайна
- Якоб I (1407—1453), следующий правящий маркграф Бадена
- Агнес (1408—1473), жена Герхарда VII фон Гольштейн-Шауэнбурга; позднее невеста Ганса фон Хевена
- Урсула (1409—1429), жена Готфрида IX фон Цигенхайна; во втором браке — Ульриха II Текского
- Бернхард (1412—1424)
- Бригитта (1416—1441), монахиня
- Рудольф (1417—1424)

Вне брака его детьми были:
- Бернхард, каноник в Базеле
- Анна (ум. 1449), жена Пауля Лутран фон Эртрина